# جودة ناجح
جودة ناجح ( بالفرنسية: Jouda Najah) هي ممثلة ومغنية تونسية من فرقة الموسيقى العربية النسائية فنون ليلا بايا  كانت لها عدة مشاركات في عديد من المسلسلات.
.

## حياتها الشخصية
ولدت جودة في عائلة متوسطة، والدتها تعمل سكريتيرة في بنك ووالدها موظف عادي. درست الترجمة وعملت في الميدان بالسفارة البريطانية ثم عملت في شركة لبنانية أمريكية كبرى وترجمت لثلاث لغات العربية والانقليزية والإيطالية.
دخلت الفن في سن متأخرة وصدفةً، فقد كانت ذات يوم مواكبة لتصوير مسلسل إسمه ليام كيف الريح رفقة السكريبت صديقتها صفية المعروفي، ثم ساعدها فتحي الهداوي لتصبح نجمة. أبرزت عددًا من الأعمال منها مسلسل الخطاب على الباب عام 1996 ومكتوب عام 2008. لأول مرة دخلت عالم التقديم التلفزي من خلال برنامج الطبخ إنت شاف.

## حياتها الفنية
دخلت الفن في سن متأخرة وصدفة فقد كانت ذات يوم مواكبة لتصوير مسلسل اسمه ليام كيف الريح رفقة السكريبت صديقتها صفية معروفي، وقد ساعدها فتحي الهداوي لتصبح نجمة. أبرزت عددا من الأعمال أهمها مسلسل الخطاب على الباب عام 1996. لأول مرة دخلت عالم التقديم التلفزي من خلال برنامج الطبخ إنت شاف.

## أعمالها

### مسلسلات
- الخطاب على الباب، 1996 - 1997
- باب الخوخة، 1997
- عشقة وحكايات، 1998
- منامة عروسيّة، 2000
- شمس وظلال، 2002
- عند عزيز، 2003
- إخوة وزمان، 2003
- حسابات وعقابات، 2004
- عيش أيامك، 2004
- شوفلي حل، 2008
- مكتوب،2008
- هابي ناس، 2013 - 2014
- الزوجة الخامسة، 2013
- نسيبتي العزيزة، 2017

### الأفلام
- خشخاش، لسلمى بكار 2005
- بين الوديان، 2006
- أشواك الياسمين، 2013
- الجايدة لسلمى بكار، 2017

### فيديوهات
- بقعة إعلانية لزيت جديدة

## وصلات خارجية
- جودة ناجح على موقع IMDb (الإنجليزية)
- جودة ناجح على موقع قاعدة بيانات الأفلام العربية

لم يتم العثور على روابط لمواقع التواصل الاجتماعي.